# Can Farrés (el Bruc)
Can Farrés és una masia del Bruc (Anoia) protegida com a Bé Cultural d'Interès Local.

## Descripció
Masia de planta rectangular de dos pisos d'alçada amb porta d'arc de mig punt amb dovelles. Destaquen les tres finestres del pis, d'estil gòtic. La central és la més rica. Té una arcada decorativa on s'hi observen elements d'un estil gòtic tardà molt ornamental. Decorada amb traceries de pedra amb temes figuratius i naturalistes. No és segur que els elements gòtics siguin originals de la masia, possiblement foren introduïts al segle xix. Està coberta a dues aigües amb teula àrab. Davant de la casa hi ha un gran pati que queda tancat per un mur fortificat amb merlets.